# Тазен-Кала
Тазен-Кала (рос. Тазен-Кала) — село у Веденському районі Чечні Російської Федерації.
Населення становить 685 осіб. Входить до складу муніципального утворення Тазен-Калінське сільське поселення.

## Історія
Згідно із законом від 20 лютого 2009 року органом місцевого самоврядування є Тазен-Калінське сільське поселення.

## Населення
| 2002 | 2010 |
| ---- | ---- |
| 821  | ↘685 |